# 2MASS 0533-4257
2MASS+J05332802-4257205 is een rode dwerg met een spectraalklasse van M4.5 V. De ster bevindt zich 34 lichtjaar van de zon.